# Clelea exiguitata
Clelea exiguitata es una especie de polilla de la familia Zygaenidae.
Fue descrita científicamente por Inoue en 1976.